# 量子複製不可能定理
量子複製不可能定理（りょうしふくせいふかのうていり、英: no-cloning theorem）またはクローン禁止定理とは、任意の未知の量子状態に対し、それと全く同じ状態を複製をすることはできないという、量子力学における定理である。Wootters、 ZurekとDieksによって1982年に提案され、量子コンピューターやその関連分野に特筆すべき影響を与えた。
一つの系における状態は、別の系の他の状態と量子もつれ状態になる事がありうる。例として、制御NOTゲートとWalsh-Hadamardゲートを用いて、2つの量子ビットを量子もつれ状態にする事ができる。これは複製の操作ではない。なぜならば、もつれ状態の部分系に、定義可能な状態を割り当てる事ができないからである。複製の操作とは、同じ因子を持った分離可能状態を作るプロセスである。
en:Asher Peresと David Kaiserが説明しているように、複製不可能定理の公表は、Nick Herbertによる量子もつれを利用した超光速通信の提案によって促された。

## 証明
量子的な系Aのある状態をコピーする事を考え、この状態を{\displaystyle |\psi \rangle _{A}}（ブラ・ケット記法参照）とおく。コピー先として、同じ状態空間を持った系Bとその初期状態{\displaystyle |e\rangle _{B}}を考える。この初期状態、すなわち空白の状態は、我々が先行する知識を持っていないはずの{\displaystyle |\psi \rangle _{A}}という状態には、依存してはならない。組み合わされた系の状態はそのようにして、以下のテンソル積で表される。
{\displaystyle |\psi \rangle _{A}\otimes |e\rangle _{B}\,}.
（以下{\displaystyle \otimes }の記号は省略し、暗黙にそれがあるものとする）
組み合わされた系を操作する手段は2つだけである。我々は観測を行う事ができ、系は不可逆に収縮して、あるオブザーバブルの固有状態となり、量子ビットに含まれた情報は汚染される。自明だが、これは望む操作ではない。もう一つのものとして、我々は系のハミルトニアンを操作して、時間発展演算子U (時間に依存しないハミルトニアンにおいては {\displaystyle U(t)=e^{-iHt/\hbar }}であり、 {\displaystyle -H/\hbar } は時間並進の生成子と呼ばれる)を、ある時間間隔においてだけ操作することができる。これはユニタリ演算子である。結果Uは以下に仮定するコピー演算子
{\displaystyle U|\phi \rangle _{A}|e\rangle _{B}=|\phi \rangle _{A}|\phi \rangle _{B}\,}
として、状態空間 ({\displaystyle |\psi \rangle }を含む)における可能な全ての状態{\displaystyle |\phi \rangle }に対し振る舞う。Uはユニタリであるので、以下の内積を保存する。
{\displaystyle \langle e|_{B}\langle \phi |_{A}|\psi \rangle _{A}|e\rangle _{B}=\langle e|_{B}\langle \phi |_{A}U^{\dagger }U|\psi \rangle _{A}|e\rangle _{B}=\langle \phi |_{B}\langle \phi |_{A}|\psi \rangle _{A}|\psi \rangle _{B},}
そして量子力学的な状態は規格化されていると仮定すると、以下が従う。
{\displaystyle \langle \phi |\psi \rangle =\langle \phi |\psi \rangle ^{2}.\,}
これは、{\displaystyle \phi =\psi }(すなわち{\displaystyle \langle \phi |\psi \rangle =1})か{\displaystyle \phi }が{\displaystyle \psi }に直交する(すなわち{\displaystyle \langle \phi |\psi \rangle =0})のいずれかが成り立つ事を意味している。しかし、任意の二つの状態に対して一般にこれらが当てはまる事はない。
特別に選んだ状態
{\displaystyle |\phi \rangle ={1 \over {\sqrt {2}}}{\bigg (}|0\rangle +|1\rangle {\bigg )}}
および
{\displaystyle |\psi \rangle ={1 \over {\sqrt {2}}}{\bigg (}|0\rangle -|1\rangle {\bigg )}}
は{\displaystyle \langle \phi |\psi \rangle =\langle \phi |\psi \rangle ^{2}}の要求に適合するが、この結果はこれより一般的な状態に対しては得られない。従って Uは一般の状態を複製することはできない。これにより量子複製不可能定理が証明される。

## 一般化

### 混合状態と非ユニタリな操作
この定理の言明において、2つの事柄が仮定されている。複製される状態が純粋状態であるという事と、複製演算子がユニタリな時間発展演算子として振る舞う事である。これらの仮定により一般性が失われる事はない。もし複製される状態が混合状態であったとしても、それを純粋化することができる。同様に、任意の量子力学的操作は、補助系を導入して、適切にユニタリな発展を適用することにより実装することができる。よって量子複製不可能定理は完全な一般性をもって成り立つ。

### 任意の状態集合
複製の不可能性は、量子状態の任意の集合が持つ性質であると捉えることができる。ある系の状態が集合Sに含まれる事を知っているが、そのうちのどれであるかを知らないとき、他の系に同じ状態を作る事は可能であろうか？ もしSの要素のそれぞれが互いに直交しているなら、答えは常にイエスである。そのような全ての集合について、系を乱す事なく、その正確な状態を確かめる実験が存在し、そして一度状態を知る事ができば、他の系に同じ状態を作る事は可能である。もしSに、互いに直交していない2つの状態が存在するなら、(特に、そのような対を含む全ての量子状態について)ここまでと類似の議論によって答えがノーである事が確かめられる。
複製できない状態の集合の基数は、2まで小さくなりうるから、もし2つの可能性まで量子系の状態を絞り込めたとしても、（それらがたまたま直交していない限り）それを複製する事は一般には不可能である。
複製不可能定理のもう一つの表現方法は、量子的な信号の増幅が、ある直交基底によってしか出来ないという事である。これは量子デコヒーレンスにおいて古典的な確率のルールが出現することと関係している。

### 古典的な文脈における複製の禁止
量子複製不可能定理には、以下のようにして古典論における類似ケースを作る事ができる。あるコイン（コインは歪んでいてもよい）を一度投げ、その結果だけが 与えられたとき、同じコインを用いた2度目の独立なコイン投げをシミュレートする事は不可能である。この証明には確率の線形性を用い、ここまでと全く同じ構造の証明を用いる。従って、量子複製不可能定理が量子論に特有のものであると示すためには、いくつかの注意が必要である。結果を量子論に限定するための一つの方法は、状態を純粋状態に制限する事である。純粋状態とは、他の確率と凸結合になっていない状態の事である。古典論において純粋状態は他の状態と直交するが、量子力学における純粋状態はそうならない。

## 導かれる帰結
- 複製不可能定理は、古典的な誤り訂正技術を量子状態に適用する事を妨げる。たとえば、量子計算の計算途中の状態のバックアップコピーを作成し、それを後に続く誤りの訂正に用いる事はできない。誤り訂正は実践的な量子コンピューティングにおける生命線であり、これは致命的な制約であると、ある時点では考えられた。1995年、ShorとSteaneは独立に、複製不可能性を回避する量子誤り訂正（英語版）を考案することで、量子コンピューティングの前途を復活させた。
- 同様に複製操作は、古典的なテレポーテーション（量子もつれによるテレポーテーションと混同してはならない）は不可能であるとするテレポーテーション禁止定理（英語版）を破る。言い換えれば、量子状態は信頼できる方法で測定することができない。
- 複製不可能定理は量子もつれによる超光速通信を禁止できない。複製はそのようなコミュニケーションが可能である事の十分条件であるが、必要条件ではないからである。それでも、EPRの思考実験の条件において、量子状態が複製可能であると仮定すると以下のような議論が可能である。最大のもつれエントロピーを持つベル状態（英語版）がアリスとボブに配布される。アリスはボブに以下の方法でビットを送る事ができる。アリスが"0"を転送したいなら、彼女は彼女の電子のスピンをz方向に観測する。これはボブの状態を{\displaystyle |z+\rangle _{B}}または{\displaystyle |z-\rangle _{B}}状態に縮退させる。アリスが"1"を送信したければ、アリスはその量子ビットになにもしない。ボブは彼の電子の状態をいくつも複製し、 各々のコピーのスピンをz方向において観測する。アリスが"0"を送信したならば、ボブは全ての観測が同じ結果になることでそれを知り、そうでなければ+1/2と−1/2が同じ確率で得られるだろう。これはアリスとボブの空間的な隔たりを越えたコミュニケーションを許すであろう。
- 複製不可能定理は事象の地平線とブラックホール内部にある同じ情報の2つのコピーが同時に存在するという点で、ブラックホールに対するホログラフィック原理を我々が目にする事を妨げる。これは、ブラックホール相補性のような、より前衛的な解釈へと我々を導く。

## 不完全な複製
未知の量子状態に対する完全なコピーを作成することは不可能であるが、不完全なコピーを生産する事は可能である。これはより大きな補助系を、コピーされるべき系と結合させ、ユニタリ変換を適用する事でなされる。ユニタリ変換が正しく選ばれたなら、複合した系のいくらかの成分は元の系の近似的なコピーとして発展するであろう。不完全な複製は量子情報の科学における他の用法とともに、量子暗号プロトコルへの盗聴攻撃にも用いることができる。

## 他の資料
- V. Buzek and M. Hillery, Quantum cloning, Physics World 14 (11) (2001), pp. 25–29.